# 滝沢亮
滝沢 亮（たきざわ りょう、1986年1月7日 - ）は、日本の政治家、弁護士。新潟県三条市長（2期）。

## 来歴
新潟県南蒲原郡下田村（現・三条市）出身。下田村立下田中学校、新潟県立三条高等学校を経て、2008年、一橋大学法学部卒業。2009年、司法試験合格。2010年、東京大学法科大学院修了。2012年、東京都内の外資系法律事務所で弁護士登録。
2018年、三条市に「ひめさゆり法律事務所」を開設。
2020年9月25日、三条市長の国定勇人が衆院選出馬のため辞職届を提出（国定は10月15日付で辞職）。9月29日、元衆議院議員の土屋正忠の公設秘書を務めた市議の名古屋豊が国定の辞職に伴う三条市長選挙へ立候補する意向を表明。10月11日、滝沢も市長選への出馬を表明。
同年11月1日、三条市長選挙が告示。同日、週刊誌が「名古屋は市議時代、自身のチラシに小泉進次郎の写真を無断掲載した」とする記事を配信した。2013年、当時自民党青年局長を務めていた名古屋は、衆議院議員の金子恵美の紹介で議員会館で小泉進次郎と面談。名古屋は2014年4月の市議選に向けたチラシに小泉の写真を使用し、「特別対談」という見出しを載せた。ところが対談の事実はなく、小泉側も掲載許可を出していなかったことが問題となった。名古屋は週刊誌の取材に対し、発覚後に小泉の事務所と自民党本部を訪れ謝罪をしたと証言した。11月8日の投開票の結果、滝沢は名古屋との一騎打ちを制し初当選した。
※当日有権者数：81,644人 最終投票率：59.82%（前回比：pts）
| 候補者名 | 年齢 | 所属党派 | 新旧別 | 得票数   | 得票率 | 推薦・支持 |
| -------- | ---- | -------- | ------ | -------- | ------ | ---------- |
| 滝沢亮   | 34   | 無所属   | 新     | 26,097票 | 53.88% |            |
| 名古屋豊 | 47   | 無所属   | 新     | 22,342票 | 46.12% |            |

2024年10月20日に三条市長選挙が告示されたが滝沢以外に立候補の届け出がなく、無投票での再選が決まった。

## 政策・人物
- 2021年7月9日、三条市は、同市に本社を置くアウトドア総合メーカー、スノーピークと地域活性化に向けた包括連携協定を締結した。下田地区の自然を生かした体験コンテンツの開発による交流人口の拡大などを目指す[9]。
- 2022年7月27日、性的少数者（LGBTなど）についての啓発活動を行っている市民団体が、同性のカップルなどを結婚に相当する関係と認める「パートナーシップ制度」の導入を求め、滝沢に要望書を提出[10]。同年9月1日、三条市は「パートナーシップ制度」を導入するとともに、性的少数者のカップルと未成年の子供との親子関係も自治体として認める「ファミリーシップ制度」もあわせて導入した。同日、前述の要望書を提出したトランスジェンダーの市民団体代表とパートナーの女性のカップルが手続きを行い、第1号の証明書を受け取った[11][12]。
- プロレスのファンで、一橋大学在学中には「一橋大学世界プロレスリング同盟（HWWA）」に所属しており、リングネームは「ポテト三郎太」だった[13]。
- テクノポップユニットperfumeのファンでもあり、2回目のワクチン接種ではファンクラブツアー限定のTシャツを着用し、自身のツイッターで公開した。
- お笑い芸人の関田将人は小中学校時代の同級生。